# Rättvisan (1783)
Rättvisan, officiellt HM Skepp Rättvisan, var ett linjeskepp i svenska Kungliga flottan. Hon var det fjärde av tio snarlika systerfartyg i Kronprins Gustaf Adolf-klassen, som hon bildade tillsammans med Kronprins Gustaf Adolf, Fäderneslandet, Ömheten, Dygden, Äran, Dristigheten, Försiktigheten, Manligheten och Tapperheten. Rättvisan byggdes på örlogsvarvet i Karlskrona efter ritningar av skeppsbyggmästare Fredrik Henrik af Chapman, och sjösattes den 2 september 1783. Skeppet förde en bestyckning av 62 kanoner uppställda på två batteridäck. 
Rättvisan deltog i ett antal sjöslag under Gustav III:s ryska krig 1788–90, däribland Hogland 1788, Öland 1789 och Reval 1790. Vid flottans utbrytning ur Viborgska viken seglade hon som andra skepp i den svenska kolonnen efter Dristigheten, men skadades så illa att hon hamnade på efterkälken under den svenska reträtten. Samma eftermiddag blev Rättvisan upphunnen nära Sveaborg av två ryska linjeskepp och en fregatt. Efter 45 minuters strid var det svenska fartyget manöverodugligt och tvingades stryka flagg. Ryssarna inkorporerade därefter Rättvisan i sin egen flotta och ändrade hennes namn till Retvizan (Ретвизан). Rättvisan gjorde sedan tjänst i ryska flottan fram till 1808, då hon beslagtogs av en brittisk örlogseskader i Lissabon. 1813 såldes skeppet i England. 

## Namnet
Namnet Retvizan användes sedan som traditionsnamn på en lång rad fartyg inom ryska Kejserliga flottan. Det sista var slagskeppet Retvizan, som sänktes av japanska styrkor i Port Arthurs hamn 1904 (se foto nedan).

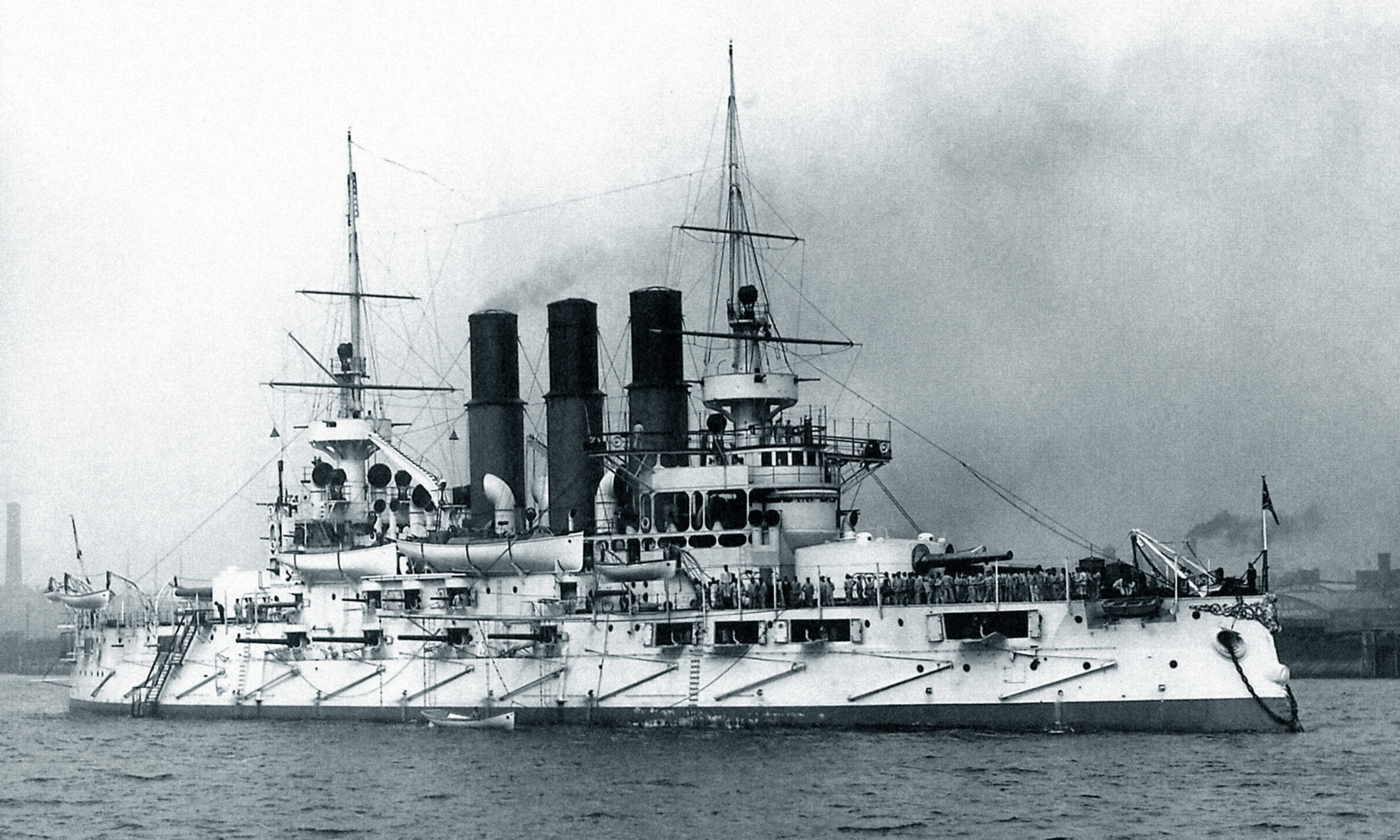
Foto på det ryska slagskeppet Retvizan från 1902.
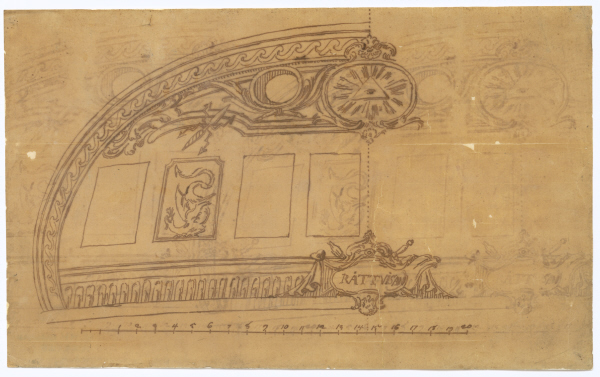
Ritning av linjeskeppet Rättvisans akterspegel från 1780-talet.
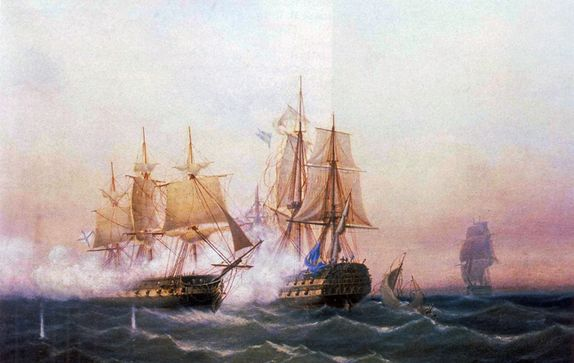
Ryssarna erövrar Rättvisan efter slaget vid Viborg. Nationalromantisk målning av Carl Sharenberg. I verkligheten var det dock två linjeskepp som tvingade det svenska fartyget till kapitulation.